# A'harei Mot
A'harei Mot (hébreu : אחרי מות,  « après la mort », A'hrei Mos selon la prononciation ashkénaze) est la 29e section hebdomadaire du cycle annuel de lecture de la Torah et la sixième du Livre du Lévitique. 
Elle correspond à Lv 16,1–18:30. Les Juifs de la Diaspora la lisent généralement en avril ou au début du mois de mai.
Le calendrier juif luni-solaire comprend jusqu'à 54 semaines, le nombre exact variant selon les années, « pleines » ou « défectives ». Dans les années pleines (par exemple, 2008, 2011, et 2014), la parashat A'harei est lue indépendamment. Dans les années de moins de 54 semaines (par exemple, 2007, 2009, 2010, 2012, 2013, et 2015), la lecture de la Torah combine cette parasha et la suivante, Kedoshim, afin d'atteindre le nombre de lectures hebdomadaires requis.

## Résumé

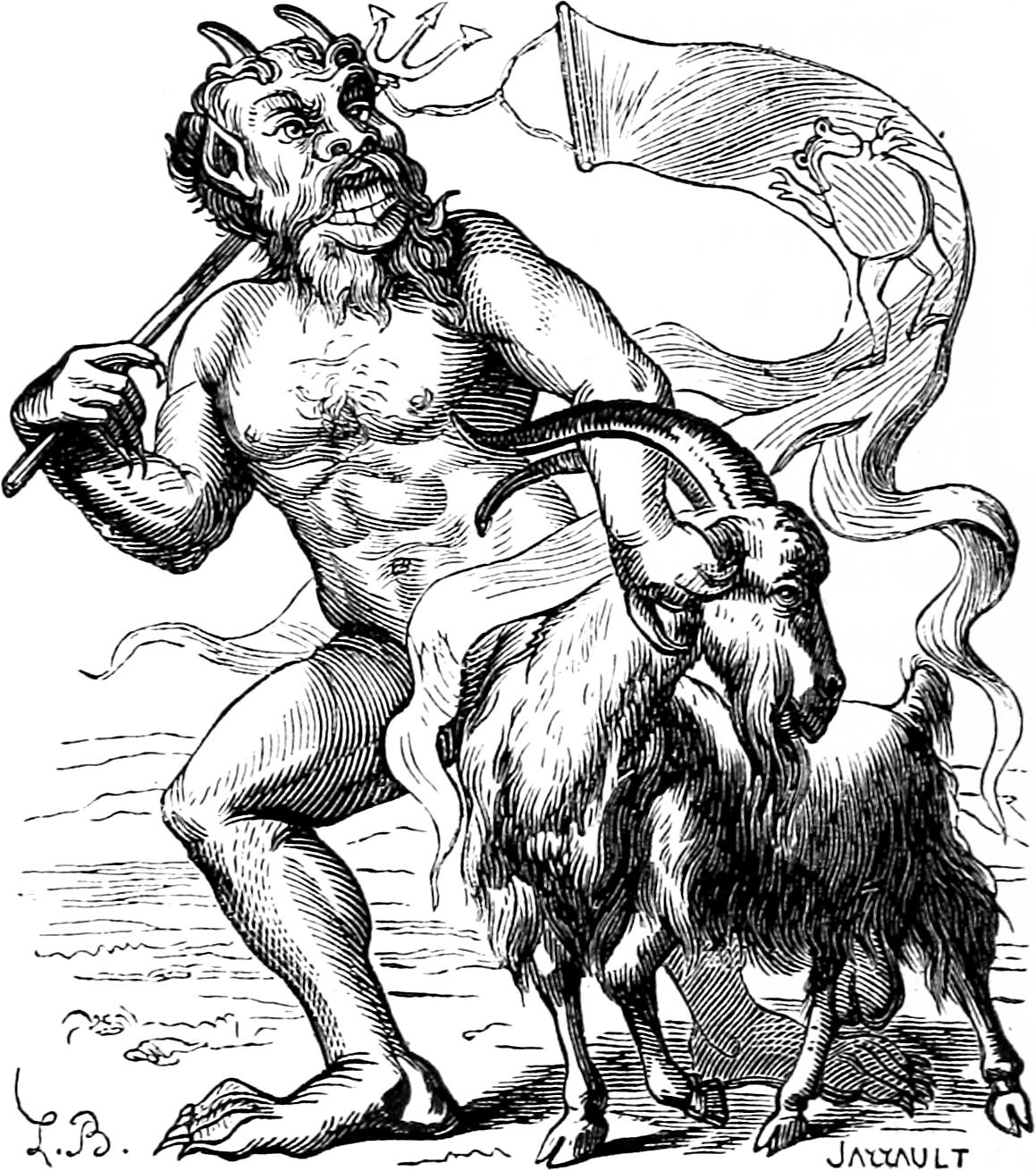
une représentation d'Azazel, accompagné du bouc émissaire, issue du Dictionnaire Infernal de Collin de Plancy

Après la mort des fils d’Aaron, Dieu lui prescrit, par l’intermédiaire de son frère Moïse, le rituel sacrificiel de Yom Kippour, avec ses offrandes spécifiques, les rites à effectuer dans le Saint des Saints, où réside la Shekhina, la désignation d’un bouc émissaire et son renvoi à Azazel dans le désert.
Il interdit d’apporter des offrandes hors de l’enceinte du sanctuaire, insiste sur la valeur absolutrice du sang, ainsi que l’interdit de sa consommation.
Diverses pratiques sexuelles, dont l’inceste, les rapports avec une femme en période menstruelle, l’adultère, les rapports homosexuels et avec des bêtes, sont énumérées et interdites. Également interdite, la consécration des enfants à Moloch.
Il est souligné que c’est parce que les Cananéens se sont complu dans ces pratiques que la terre les vomit.

### Divisions de la parasha lors de la lecture complète
La lecture de la parasha à la synagogue le sabbath est traditionnellement divisée en sept sections, pour lesquelles un membre différent de la congrégation est appelé à lire. La première lecture, le rishon, échoit traditionnellement à un cohen, la seconde, appelée sheni, à un levi, les suivantes à un israël (ni cohen ni levi). La septième section comporte une sous-section, le maftir, qui est lu par la personne qui lira ensuite la haftara.
Les sections de la parashat A’harei Mot sont:
- rishon:
- sheni:
- shlishi:
- revi'i:
- hamishi:
- shishi:
- shevi'i:
  - maftir:

### Divisions de la parasha lors de la lecture abrégée
Une lecture publique de la parasha fut instaurée par Ezra le Scribe le lundi et le jeudi à la synagogue. Cette lecture, sensiblement plus courte, ne comprend que trois sections, la première réservée au cohen, la seconde au levi, la troisième à un israël
- Section du cohen: Vayiqra[3]
- Section du levi: Vayiqra[3]
- Section de l'israël: Vayiqra[3]

### Maqam
Un maqam est un système de modes musicaux utilisé dans la musique arabe mélodique classique. Les juifs originaires des pays orientaux (Afrique du Nord, Syrie) s'en sont inspirés, et adaptent la mélodie de la liturgie du Shabbat en fonction du contenu de la parasha de cette semaine. Ils emploient 10 maqam différents, possédant chacun son usage propre.
Le maqam utilisé lors du sabbath au cours duquel on lit la parashat A’harei Mot est le Maqam Hijaz, commémorant la mort de Nadav et Abihou.

## Commandements
La Torah comporte, selon la tradition rabbinique, 613 prescriptions. Différents sages ont tenté d'en établir un relevé dans le texte biblique.
Selon l'un de ces computs les plus célèbres, le Sefer HaHinoukh, la parashat A'harei Mot comporte 2 prescriptions positives et 26 prescriptions négatives:
- Un cohen ne peut entrer à toute heure au Temple (Lv 16,2.)
- Procédure de Yom Kippour pour le Cohen Gadol au sanctuaire (Lv 16,3.)
- Interdiction d'offrir un sacrifice en dehors du Temple (Lv 17,4.)
- Prescription de recouvrir le sang de terre, après immolation (Lv 17,13.)
- Interdiction d'approcher d'une femme dont la fréquentation est interdite[5] (Lv 18,6.)
- Interdiction de découvrir la nudité de son père (Lv 18,7.)
- Interdiction de découvrir la nudité de sa mère (Lv 18,7.)
- Interdiction de découvrir la nudité de la femme de son père (Lv 18,8.)
- Interdiction de découvrir la nudité de sa sœur (Lv 18,9.)
- Interdiction de découvrir la nudité de la fille de son fils (Lv 18,10.)
- Interdiction de découvrir la nudité de la fille de sa fille (Lv 18,10.)
- Interdiction de découvrir la nudité de sa fille (Lv 18,10.)
- Interdiction de découvrir la nudité de la fille de la femme de son père (Lv 18,11.)
- Interdiction de découvrir la nudité de la sœur de son père (Lv 18,12.)
- Interdiction de découvrir la nudité de la sœur de sa mère (Lv 18,13.)
- Interdiction de découvrir la nudité du frère de son père (Lv 18,14.)
- Interdiction de découvrir la nudité de la femme du frère de son père (Lv 18,14.)
- Interdiction de découvrir la nudité de sa bru (Lv 18,15.)
- Interdiction de découvrir la nudité de la femme de son frère (Lv 18,16.)
- Interdiction de découvrir la nudité d'une femme et sa fille (Lv 18,17.)
- Interdiction de découvrir la nudité d'une femme et de la fille du fils de celle-ci (Lv 18,17.)
- Interdiction de découvrir la nudité d'une femme et de la fille de la fille de celle-ci (Lv 18,17.)
- Interdiction de découvrir la nudité de deux sœurs, tant qu'elles sont toutes deux vivantes (Lv 18,18.)
- Interdiction d'avoir des relations intimes avec une femme nidda (Lv 18,19.)
- Interdiction de se livrer au culte de Molekh[6] (Lv 18,21.)
- Interdiction d'avoir des relations homosexuelles masculines (Lv 18,22.)
- Interdiction de s'accoupler avec une bête (Lv 18,23.)
- Interdiction de l'accouplement d'une bête avec une femme (Lv 18,23.)

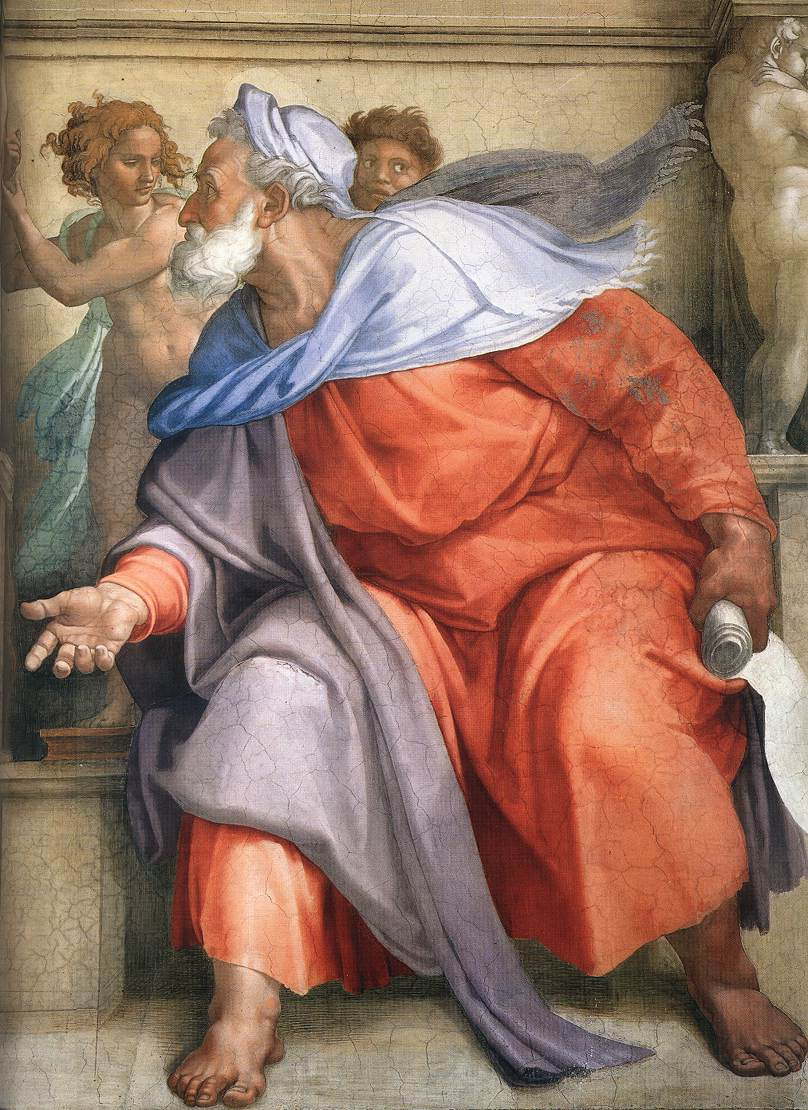
Ezekiel (painting by Michelangelo)

## Haftara
La haftara est une portion des livres des Neviim ("Les Prophètes") qui est lue publiquement à la synagogue après la lecture de la Torah. Elle présente généralement un lien thématique avec la parasha qui l'a précédée.
La haftara pour la parashat A'harei est :
- pour les juifs ashkénazess : Ez. 22:1–19
- pour les juifs sépharades :  22,1–16

La haftara parle ( 22,10–11), comme la parasha (Lévitique 18), de relations sexuelles prohibées.

### Chabbat HaGadol
Lorsque la parashat A'harei Mot coïncide avec le Chabbat HaGadol (le « Grand Sabbath, » c'est-à-dire le sabbath spécial précédant immédiatement la Pâque — (par exemple, 2008, 2011, et 2014) la haftara est lue dans Malachie 3:4–24.
La haftara fait référence à un « grand jour » (yom gadol, que l'on considère comme faisant allusion au Chabbat HaGadol) que Dieu prépare ( 3,17–19)

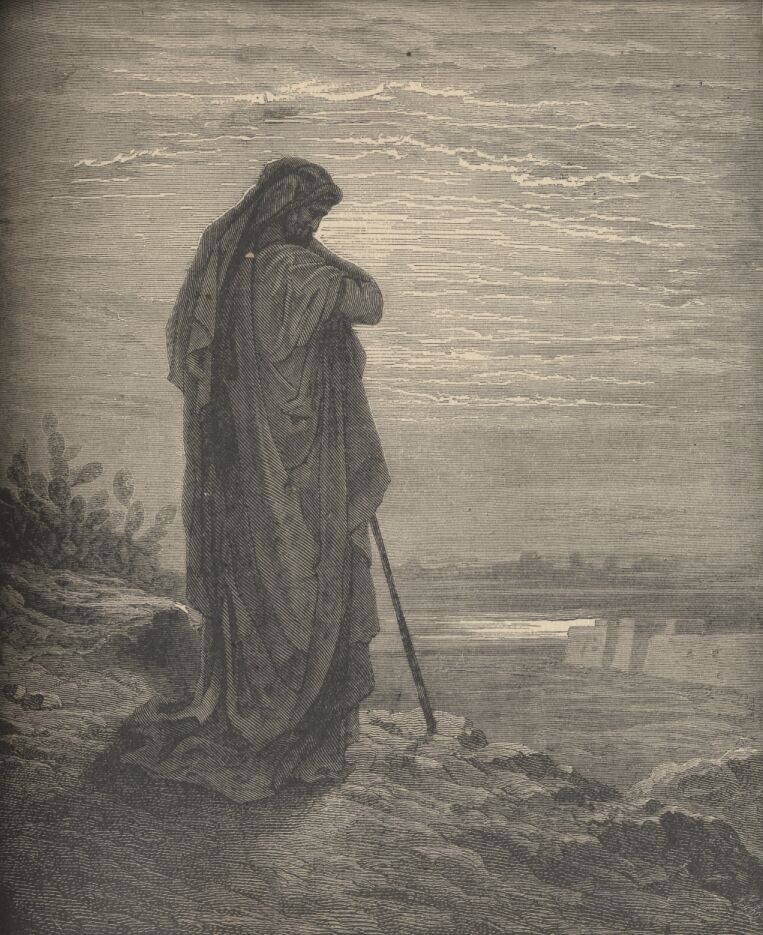
Amos (illustration de Gustave Doré)

### Parashat A'harei-Kedoshim
Lorsque la lecture des parashiyot A'harei et Kedoshim est combinée (comme c'est le cas en 2007, 2009, 2010, 2012, 2013, et 2015), on lit la haftara de la parshat Kedoshim :
- pour les Juifs ashkénazes : Amos 9:7–15
- pour les Juifs sépharades :  20,2–20.